# Asesinato de Kelsey Smith
Kelsey Ann Smith (Overland Park, Kansas; 3 de mayo de 1989 - lago Longview, Misuri; 2 de junio de 2007) fue una joven estadounidense que desapareció el 2 de junio de 2007 y fue asesinada esa misma noche. La historia apareció en los medios de comunicación internacionales, antes de que su cuerpo fuera encontrado cerca de un lago en Misuri el 6 de junio de 2007.

## Secuestro e investigación

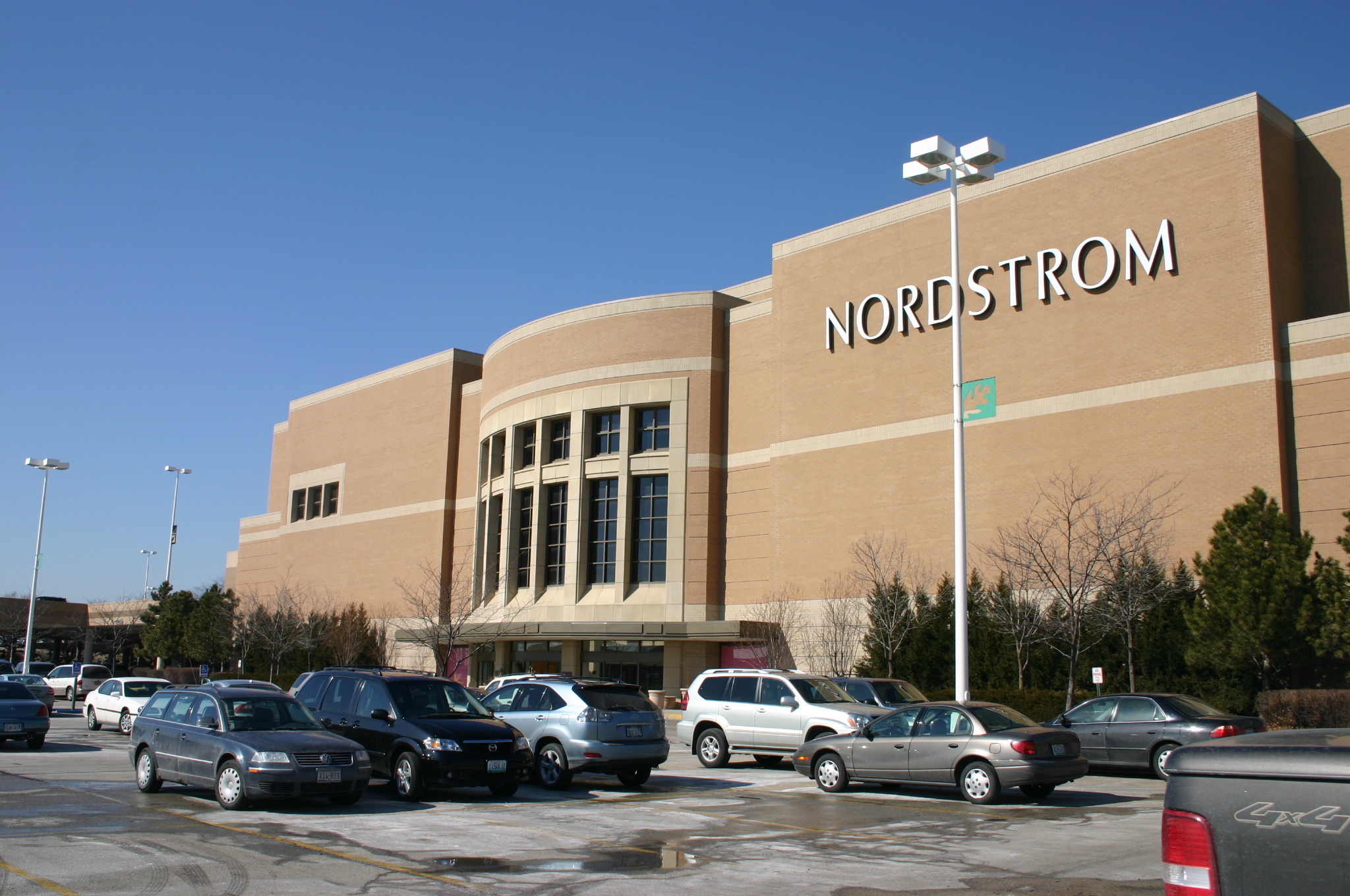
Fachada y aparcamiento del centro comercial Oak Park Mall, donde desapareció Kelsey.

Smith fue vista por última vez a las 19:07 horas del 2 de junio de 2007, en el estacionamiento de una tienda Target en la 97 y Quivira, detrás del centro comercial Oak Park Mall en Overland Park (Kansas). La policía, otras autoridades y los medios de comunicación nacionales lanzaron una amplia campaña publicitaria y una búsqueda de Smith.
Las cámaras de vigilancia de Target mostraron a Smith comprando un regalo para su novio para celebrar sus seis meses juntos. Su última llamada fue a su madre desde la tienda. Luego salió de la tienda antes de desaparecer. Aproximadamente cuatro horas más tarde, su coche, un Buick Regal de 1987, fue encontrado abandonado fuera de Macy's, en el aparcamiento del centro comercial Oak Park Mall, al otro lado de la calle. Su bolso, su cartera y los artículos que había comprado se quedaron en el coche.
Las tiendas Target utilizan una gran variedad de cámaras de vídeo, que a menudo pueden mejorarse internamente a través de la división Target Forensic Services de la empresa. Las imágenes de vigilancia mostraban a Smith aparcando su coche, entrando en la tienda, llamando por teléfono y seleccionando los artículos que más tarde se encontraron en el coche. También revelaban que un hombre, blanco y de unos veinte años, vestido con una camisa blanca y pantalones cortos oscuros, había entrado en la tienda aproximadamente treinta segundos después de que Smith lo hiciera. El hombre parecía estar en todos los pasillos que Smith había visitado y aparecía en casi todas las partes de las imágenes que la mostraban, pero a una distancia discreta. A pesar de mirar con frecuencia a Smith o en su dirección, el hombre no hizo ningún esfuerzo por hablar con ella o acercarse a ella en la tienda, sino que se marchó justo cuando ella se dirigía a la caja, donde el cajero no vio ni notó nada inusual en la tienda ni en el comportamiento de Smith. Las imágenes captaron una imagen clara del hombre saliendo de la tienda.
En el aparcamiento, las cámaras de vigilancia parecían mostrar a alguien obligando a Smith a entrar en su coche. Al principio, el vídeo no mostraba nada inusual, pero al ralentizarlo, se veía un destello en dirección a Smith y su coche, compatible con alguien corriendo cuando la cámara está situada a cierta distancia. Las imágenes del exterior mostraban una sospechosa camioneta Chevrolet de la década de 1970 saliendo del aparcamiento, que también se descubrió que había entrado en él justo antes que Smith.
Según el programa See No Evil (también conocido como Murder on CCTV), el vídeo de vigilancia de Macy's mostraba que el coche de Smith había sido dejado allí a las 21:17 horas, dos horas después de haber salido del aparcamiento de Target. Se vio a una persona con camisa blanca y pantalones oscuros salir del vehículo y correr hacia la calle. Aunque en ese momento estaba demasiado oscuro para determinar si se trataba de un hombre o una mujer, la ropa de la persona parecía coincidir con la del sospechoso de las imágenes de Target. Cuando se publicó en los medios de comunicación la imagen fija del hombre, se recibieron cientos de pistas, pero eran demasiado generales para ser útiles.
Cuando se revisó el coche en busca de pruebas forenses, los expertos en huellas dactilares aislaron a todas las personas que tenían motivos legítimos para estar en el coche, como la familia, los amigos y el novio de Kelsey. Como resultado, encontraron huellas no identificadas en el cinturón de seguridad.

### Búsqueda

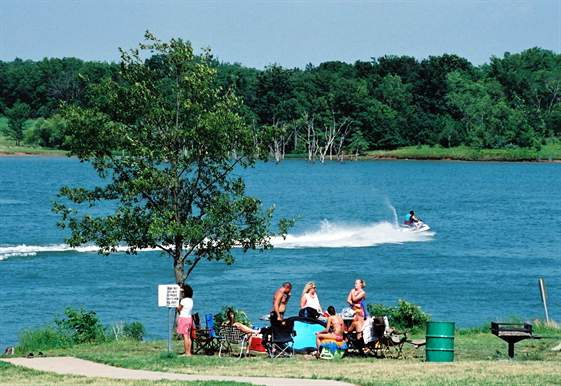
Imagen del lago Longview.

Según se informa, los detectives encontraron el cuerpo de Kelsey gracias a una señal de teléfono móvil que se originó en la zona el 2 de junio, y se identificaron varias zonas de búsqueda. A pesar de los esfuerzos de las fuerzas del orden locales y, finalmente, del FBI, la operadora Verizon Wireless tardó cuatro días en entregar los registros del teléfono móvil a los investigadores, lo que provocó mucha controversia por el retraso. Un técnico de Verizon localizó una torre de telefonía móvil y dijo a los investigadores que buscaran a unos 2 km al norte de ella. En 45 minutos, el 6 de junio a las 13:30 horas, los buscadores descubrieron el cuerpo de Smith en una zona boscosa cerca del lago Longview, en Grandview (Misuri), a unos 28-32 km del lugar donde había sido secuestrada. Tras conocerse la muerte de Smith, un sitio web dedicado a su búsqueda dejó de estar operativo y se reconvirtió rápidamente en un sitio conmemorativo. La investigación posterior determinó que la causa de la muerte fue estrangulamiento; la habían ahogado con su propio cinturón. La autopsia también reveló que había sido agredida sexualmente.

### Autoría
Una mujer que había visto las imágenes reconoció al sujeto como su vecino. Al día siguiente, cuando vio la información sobre la camioneta, llamó para dar una pista. En la tarde del 6 de junio de 2007, la policía detuvo a Edwin Roy «Jack» Hall, de 26 años, vecino de Olathe (Kansas). Hall estaba a punto de abandonar la ciudad con su esposa y su hijo, supuestamente de vacaciones, cuando llegó la policía.
Hall fue acusado el 7 de junio de asesinato premeditado en primer grado y secuestro agravado. No tenía antecedentes penales como adulto, pero sí antecedentes juveniles por agresión. Hall, que había sido adoptado a los siete años, había sido devuelto a la custodia del estado a los 15 años tras amenazar a la hija de la familia con un cuchillo. También agredió a otro niño golpeándole en la cabeza con un bate de béisbol. La policía no cree que Hall conociera a Smith. En el momento de su detención, Hall estaba casado y era padre de un hijo de cuatro años. Hall admitió haber estado en Target, pero afirmó que nunca se había acercado a Smith. Sin embargo, fue descubierto en su mentira cuando sus huellas dactilares coincidieron con las del cinturón de seguridad.
Hall fue procesado por videoconferencia el 7 de junio y se fijó una fianza de 5 millones de dólares estadounidenses. El 1 de agosto, Hall fue acusado por un gran jurado del condado de Johnson (Kansas), de asesinato, violación y sodomía agravada. Los cargos hacían que Hall fuera susceptible de ser condenado a la pena de muerte, que el fiscal del condado, Phill Kline, decidió solicitar.
Dado que el cuerpo había sido encontrado en otro estado (Misuri), algunos defendieron la jurisdicción federal, pero como Hall fue detenido y se encontraba bajo custodia en el condado de Johnson, dicha jurisdicción tenía la autoridad legal para llevar adelante el caso.
El 23 de julio, como parte de un acuerdo de culpabilidad, Hall se declaró culpable de los cuatro cargos. Su declaración se produjo durante lo que se suponía que era una audiencia de cambio de jurisdicción. La sala del tribunal estaba abarrotada con los padres de Smith y otros familiares, amigos y periodistas. La audiencia fue retransmitida en directo por las cuatro cadenas de televisión afiliadas a Kansas City.
Se cree que Hall vio a Smith entrar en el aparcamiento de Target después de su llegada. Se dio cuenta de que estaba sola y comenzó a seguirla dentro de la tienda para asegurarse de que no se reunía con nadie. Cuando la vio a punto de marcharse, fue a su camioneta y cogió su pistola. Esperó hasta que Smith se encontraba en su momento más vulnerable, cuando se disponía a marcharse, antes de atacarla. La llevó a un bosque, ya ubicado en Misuri, donde la agredió sexualmente y la estranguló.
La audiencia se celebró un día después de que un juez dictaminara que los fiscales aún podían solicitar la pena de muerte para Hall, tras haber denegado una moción de la defensa que solicitaba la desestimación del caso por un tecnicismo.
El 16 de septiembre, el juez de distrito del condado de Johnson, Peter V. Ruddick, condenó a Hall a cadena perpetua sin posibilidad de libertad condicional por secuestro, violación y asesinato. En el tribunal, Hall se disculpó con la familia de Smith por sus actos.

## Ley Kelsey Smith
Algunos creen que Verizon Wireless se mostró reacia a localizar o «ping» el teléfono móvil debido a las leyes de privacidad que regulan este tipo de acciones. En aquel momento, los proveedores de servicios de telefonía móvil solían cumplir con las solicitudes de los abonados, pero no con las de otras personas, incluidas las autoridades policiales, a menos que se emitiera una orden judicial, lo que lleva tiempo.
Esto llevó a la creación de la Kelsey Smith Act (o Ley Kelsey Smith), que establece, en esencia, que las compañías de telefonía móvil pueden localizar un teléfono si las autoridades determinan que el abonado está en peligro. El Congreso de los Estados Unidos debatió su federalización.
En al menos un caso, se ha aplicado dicha ley. Tuvo lugar en febrero de 2015, en Lenexa (Kansas), no lejos de donde había crecido Smith. Un hombre robó un coche sin saber que dentro había un bebé de cinco meses. Durante la huida, atropelló a un peatón y se dio a la fuga. La policía encontró el coche media hora más tarde en una tienda de conveniencia después de haber localizado el teléfono móvil de la madre del bebé, que todavía estaba en un bolso en el asiento delantero. El conductor escapó y, en 2015, seguía en libertad. Se cree que, cuando se dio cuenta de que había un bebé dentro, decidió abandonar el coche, ya que, además del robo del vehículo y el atropello con fuga, se enfrentaría a cargos de secuestro.